# Mustela erminea streatori
Mustela erminea streatori es una subespecie de  mamíferos carnívoros  de la familia Mustelidae subfamilia Mustelinae.

## Distribución geográfica
Se encuentran en Norteamérica:  Washington, Oregón y California.